# Acis et Galatée
Acis et Galatée (título original en francés; en español, Acis y Galatea) es una ópera en forma de «pastoral heroica» con música de Jean-Baptiste Lully y libreto en francés de Jean Galbert de Campistron basado en la leyenda de Acis y Galatea tal como se narra en Las metamorfosis de Ovidio. Se estrenó ante el Gran Delfín en el Château d'Anet el 6 de septiembre de 1686 (sin maquinaria escénica) y posteriormente en la Académie Royale de Musique el 17 de septiembre de 1686.

## Tema
La historia narra la leyenda de la ninfa Galatea de quien se ha enamorado el cíclope Polifemo. La ninfa no le corresponde, y Polifemo se enfurece al ver que ella prefiere al bello pastor Acis, el gigante lo matará aplastándolo bajo una roca.
La partitura contiene pasajes hermosos como el largo pasacalle instrumental y vocal que pone fin al espectáculo, o el papel de Polifemo que es sin duda uno de los más bellos escritos para un bajo en la ópera barroca francesa.
La misma leyenda pastoral fue utilizada por dos veces por Georg Friedrich Händel, una la cantata Aci, Galatea e Polifemo estrenada en Nápoles en 1708 y, a continuación, con la masque Acis y Galatea en Cannons en 1718. 

## Personajes
| Personaje                         | Tesitura                | Reparto del estreno, 6 de septiembre de 1686 |
| --------------------------------- | ----------------------- | -------------------------------------------- |
| Galatea, una nereida              | soprano                 | Marie Le Rochois                             |
| Acis, un mortal                   | haute-contre            | Louis Gaulard Dumesny                        |
| Poliphème (Polifemo), un monstruo | barítono o basse-taille | Jean Dun (llamado Dun père)                  |
| Neptune                           | bajo                    |                                              |

## Discografía
Acis et Galatée ha sido grabada por Marc Minkowski y Les Musiciens du Louvre con Jean-Paul Fouchécourt y Véronique Gens por el sello discográfico Archiv Produktion.